# Napiriša-untaš
Napiriša-untaš war von 1340 bis 1330 v. Chr. (mittlere Chronologie) bzw. 1276–1266 v. Chr. (kurze Chronologie) ein elamitischer König der Igiḫalkiden-Dynastie (etwa 1400–1210 v. Chr.). Von ihm ist nur wenig bekannt. Er war der Sohn von Kidin-Ḫutran II. und dessen Gemahlin, von der nur ein Teil des Namens ...-duniaš bekannt ist. Sein Nachfolger ist nicht ganz sicher, es war vielleicht Kidin-Ḫutran III.